# Isotima andamanensis
Isotima andamanensis är en stekelart som beskrevs av Jonathan 1982. Isotima andamanensis ingår i släktet Isotima och familjen brokparasitsteklar. Inga underarter finns listade i Catalogue of Life.